# 上飯田車站
上飯田車站（日语：／ Kami-iida eki */?）是位於愛知縣名古屋市北區上飯田通一丁目，為名古屋鐵道（名鐵）與名古屋市營地下鐵之車站。本站設施為上飯田連絡線株式會社所有，站務則由名古屋鐵道负责。站名標牌則是市營地下鐵與名古屋鐵道兩公司的樣式標示於站內中。

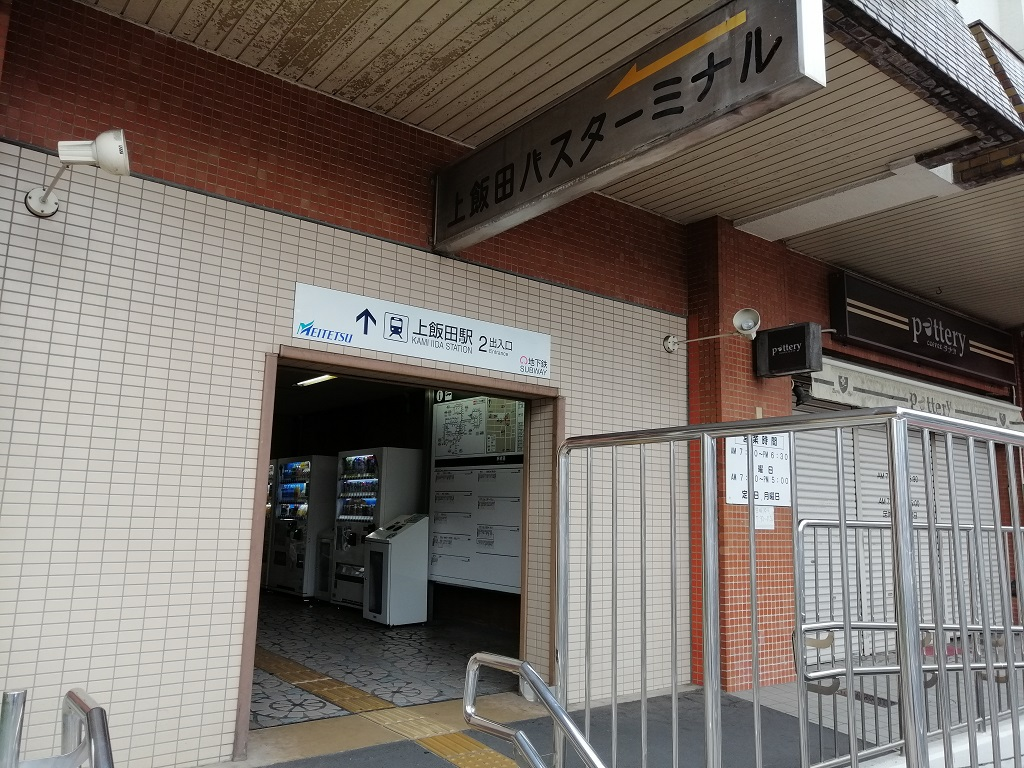
名鐵2號出入口（2021年9月）

## 車站結構
本站為1面2線島式月台之地下車站，設有可動式月台門。

### 月台配置
| 月台 | 路線           | 目的地         |
| ---- | -------------- | -------------- |
| 1    | 地下鐵上飯田線 | 平安通方向     |
| 2    | 名鐵小牧線     | 小牧、犬山方向 |

### 配線圖
| ← 平安通站      | 上飯田站 構內配線略圖 | → 小牧、 犬山方向 |
| 图例 参考文献： |                       |                   |

## 相鄰車站
名古屋市營地下鐵、 名古屋鐵道
 上飯田線、 小牧線
平安通（名古屋市營地下鐵上飯田線、K02）－上飯田（K01、KM13）－味鋺（名鐵小牧線、KM12）

## 外部連結
- 上飯田 - 名古屋鐵道
- 上飯田 - 名古屋市交通局